# ハイハウ県

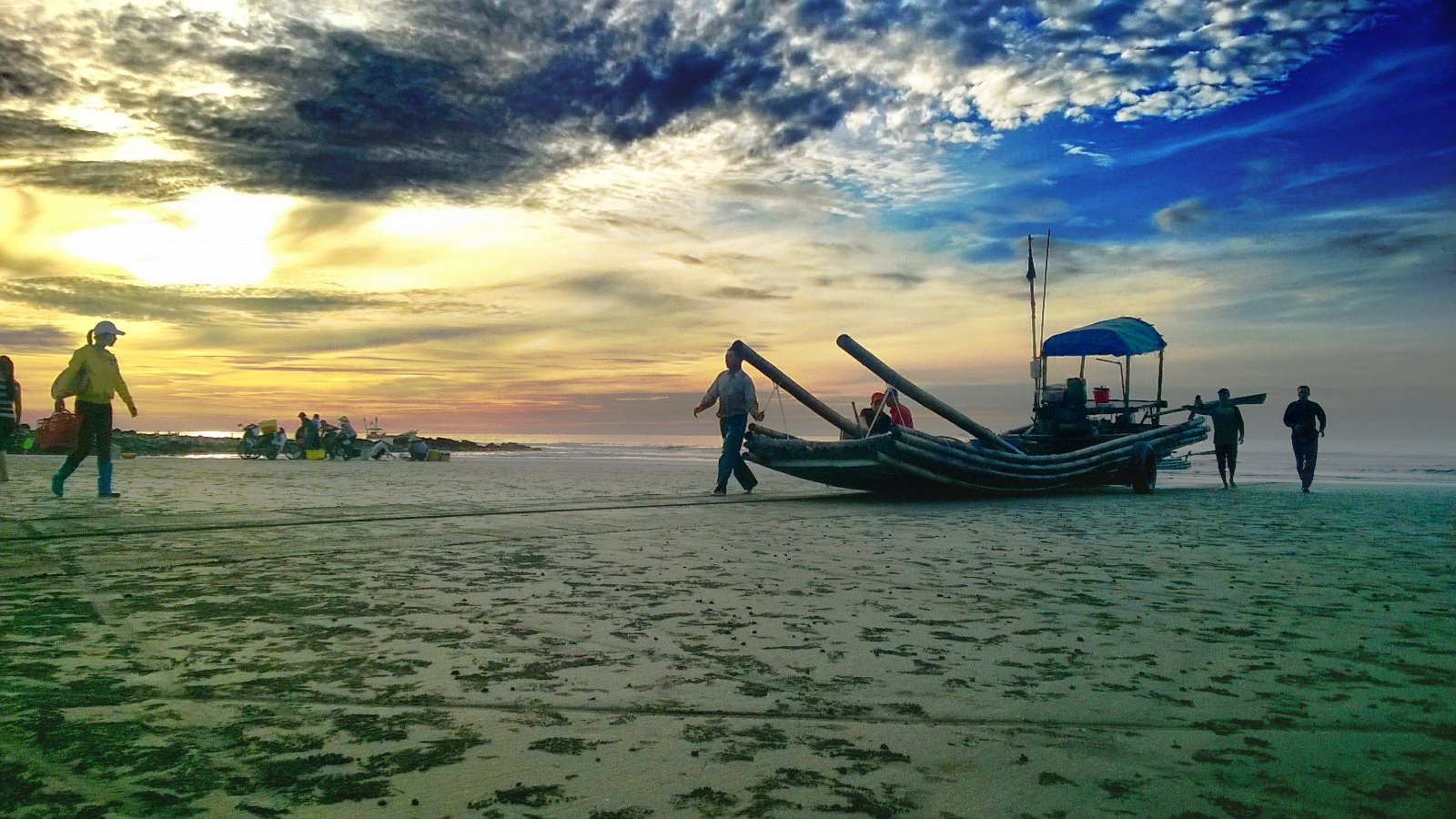
夜明けの漁村

ハイハウ県（ハイハウけん、ベトナム語：Huyện Hải Hậu / 縣海後? ）は、ベトナムナムディン省の県。面積は230.22km²、人口は262,901人（2019年）である。

## 行政区画
3市鎮32社を管轄する。